# Élections législatives serbes de 2012

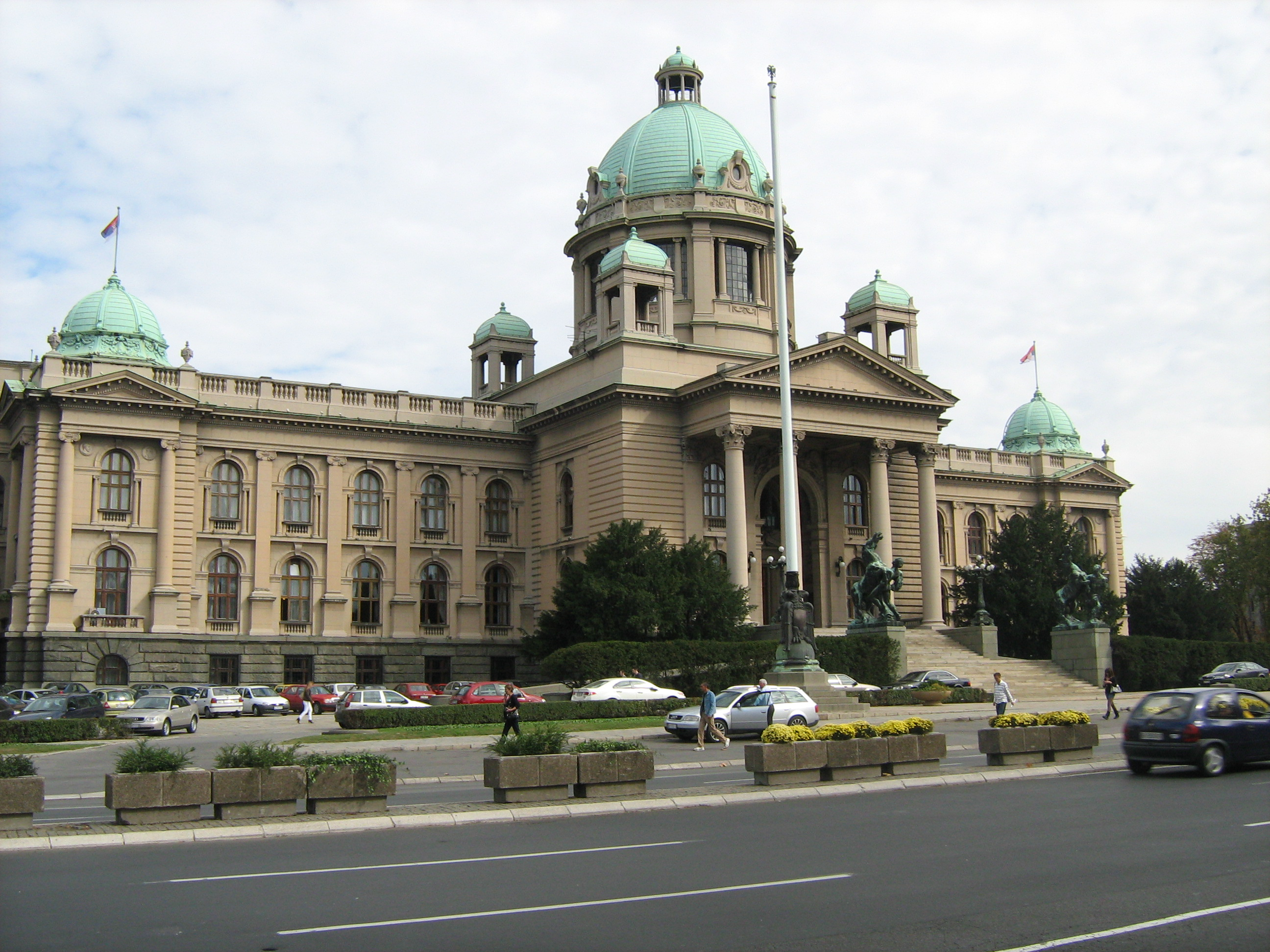
Siège de l'Assemblée nationale de Serbie, à Belgrade.

Les élections législatives serbes de 2012 (en serbe cyrillique : Избори за народне посланике Републике Србије 2012. ; en serbe latin : Izbori za narodne poslanike Republike Srbije 2012.) ont eu lieu le 6 mai 2012, pour élire les deux cent cinquante députés de la neuvième législature de l'Assemblée nationale (Народна скупштина et Narodna skupština), pour un mandat de quatre ans.

## Listes
Les listes officiellement inscrites sont les suivantes :
1. Un choix pour une vie meilleure - Boris Tadić (Izbor za bolji život - Boris Tadić)[4]
2. Parti radical serbe - Vojislav Šešelj (Srpska radikalna stranka  - Dr Vojislav Šešelj)[5]
3. Régions unies de Serbie - Mlađan Dinkić (Ujedinjeni regioni Srbije - Mladan Dinkić)[6]
4. Čedomir Jovanović - Preokret[7]
5. Donnons de l'élan à la Serbie - Tomislav Nikolić (Pokrenimo Srbiju - Tomislav Nikolić)[8]
6. Parti démocrate de Serbie - Vojislav Koštunica (Demokratska stranka Srbije - Vojislav Koštunica)[9]
7. Ivica Dačić - Parti socialiste de Serbie (SPS) - Parti des retraités unis de Serbie (PUPS), Serbie unie (JS) (Ivica Dačic - Socijalističja partija Srbije (SPS) - Partija ujedinjenih penziorara Srbije (PUPS), Jedinstvena Srbija (JS))[10]
8. Dveri za život Srbije[11]
9. Alliance des Magyars de Voïvodine - István Pásztor (en hongrois : Vajdasági Magyar Szövetség, en serbe : Савез војвођанских Мађара et Savez vojvođanskih Mađara)[11]
10. Parti réformiste - Milan Višnjić (Reformistička stranka - Prof. dr Milan Višnjić)[12]
11. Parti d'action démocratique du Sandžak - Sulejman Ugljanin (Stranka Demokratske Akcije Sandžaka dr Sulejman Ugljanin)[13]
12. Mouvement des travailleurs et des paysans - Zoran Dragišić (Pokret radnika i seljaka)[14]
13. Alliance sociale-démocrate - Nebojša Leković (Социјалдемократски савез - Небојша Лековић et Socijaldemokratski savez - Nebojša Leković)[15]
14. Tous ensemble : BDZ, GSM, DZH, DZVM, Parti slovaque - Emir Elfić (Све заједно : БДЗ, ГСМ, Џ, ДЗВМ, Словачка странка - Емир Елфић et Sve zajedno : BDZ, GSM, Dž, DZVM, Slovačka stranka - Emir Elfić)[16]
15. Coalition albanaise de la vallée de Preševo (en serbe : Коалиција Албанаца Прешевске долине et Koalicija Albanaca Preševske doline ; en albanais : Koalicioni i Shqiptarëve të Luginës së Preshevës)[17]
16. Parti monténégrin - Nenad Stevović (Црногорска партија - Ненад Стевовић et Crnogorska partija - Nenad Stevović)[18]
17. Parti communiste - Josip Broz (Комунистичка партија - Јосип Броз et Komunistička partija - Josip Broz)[19]
18. Aucune des réponses proposées (Nijedan od ponuđenih odgovora et Ниједан од понуђених одговора), en abrégé NOPO[20]

## Commentaires
Un choix pour une vie meilleure est une coalition politique formée autour du Parti démocrate (DS) du président Boris Tadić. L'accord de coalition a été signé le 15 mars 2012. En plus du DS, elle réunit le Parti social-démocrate de Serbie (SDPS) de Rasim Ljajić, la Ligue des sociaux-démocrates de Voïvodine (SLV) de Nenad Čanak, les Verts de Serbie, la Ligue démocratique des Croates de Voïvodine de Petar Kuntić et le Parti démocrate-chrétien de Serbie de Branislav Lečić. La coalition propose 250 candidats et elle est dirigée par Dragan Đilas ; Ružica Đinđić, la veuve de l'ancien premier ministre assassiné Zoran Đinđić, figure en seconde position sur la liste,.

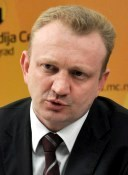
Dragan Đilas (Un choix pour une vie meilleure)
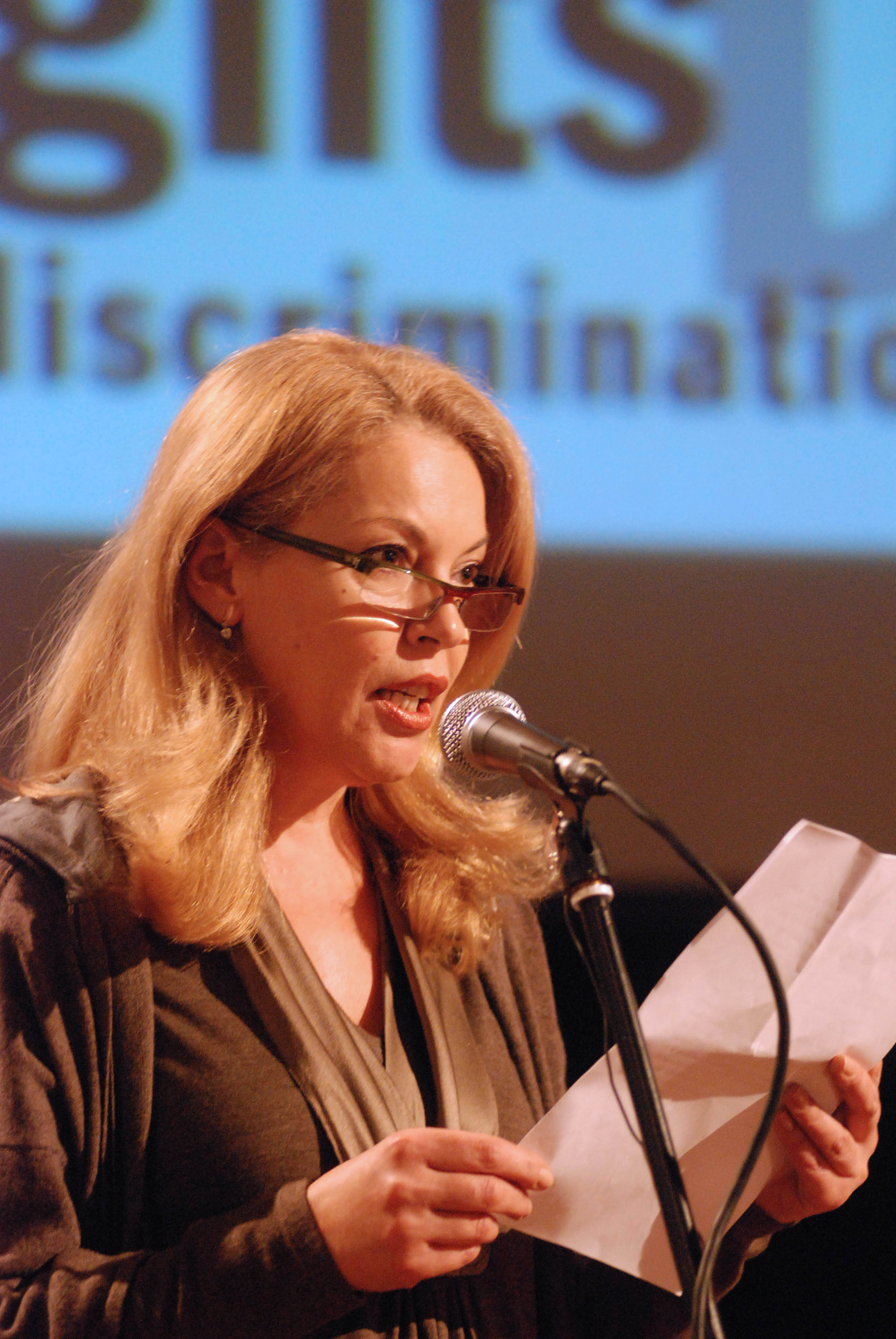
Ružica Đinđić (Un choix pour une vie meilleure)

Le Parti radical serbe (SRS) affronte seul les élections législatives de 2012 après la scission de son parti ; Vojislav Šešelj dirige la liste mais il est actuellement jugé pour crimes de guerre devant  le Tribunal pénal international pour l'ex-Yougoslavie ; il est également accusé de crime contre l'humanité. Le parti présente 250 candidats et le second de la liste est Aleksandar Martinović.
La liste Régions unies de Serbie est une alliance politique formée autour du parti G17 Plus le 16 mai 2010. Parmi ses membres comptent Ensemble pour la Šumadija, une formation dirigée par le maire de Kragujevac Veroljub Stevanović, le Parti de Voïvodine d'Igor Kurjački, le Parti populaire, ainsi que d'autres mouvements et partis locaux comme le Mouvement Je vis pour la Krajina et la Coalition pour Pirot et parti de Bunjevac. La coalition présente 450 candidats et elle est dirigée par Mlađan Dinkić, président du G17 Plus, ancien ministre des Finances (2004 – 2006) et ministre de l'Économie et du Développement régional (2008 – 2011),.

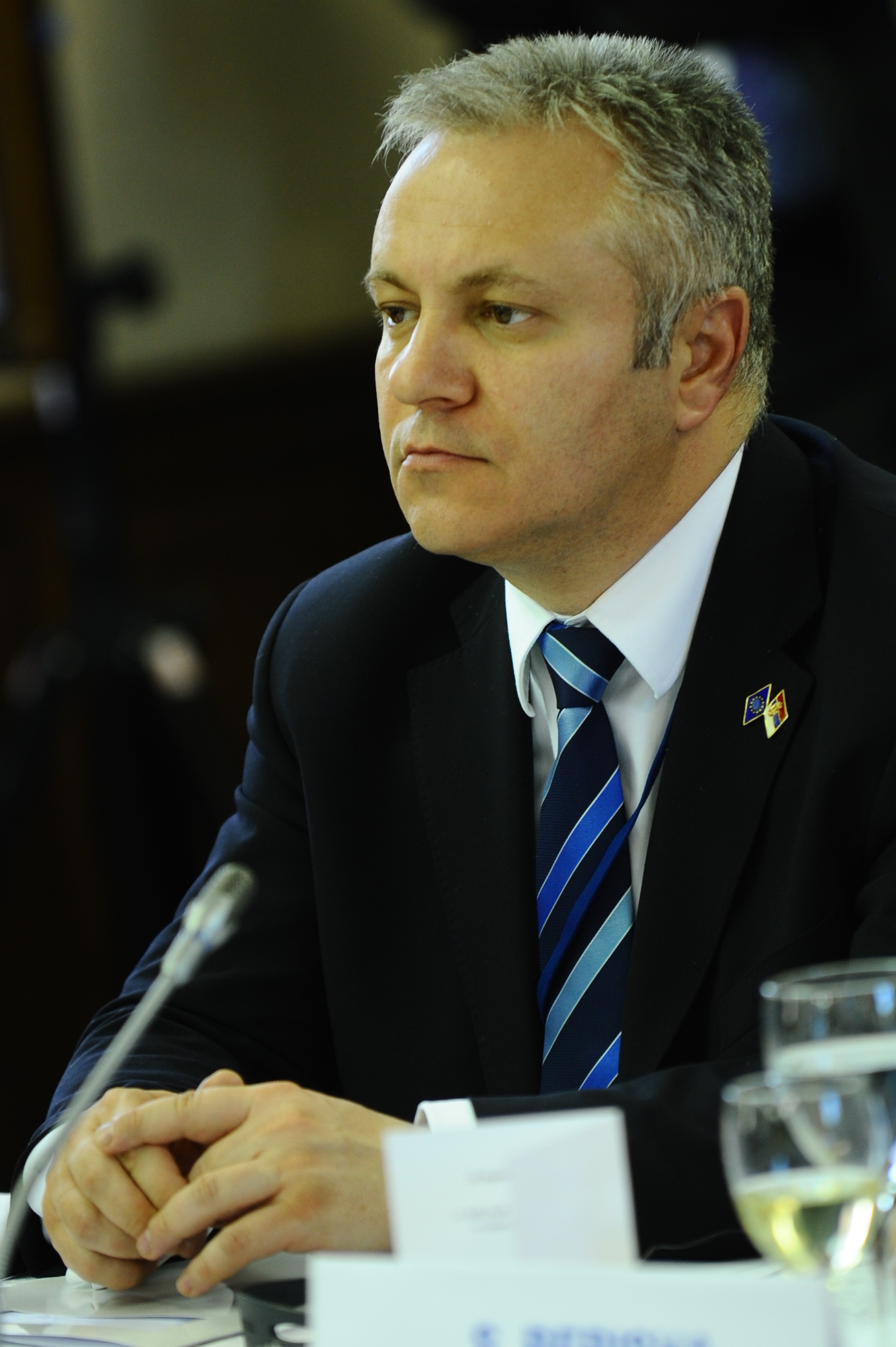
Mlađan Dinkić
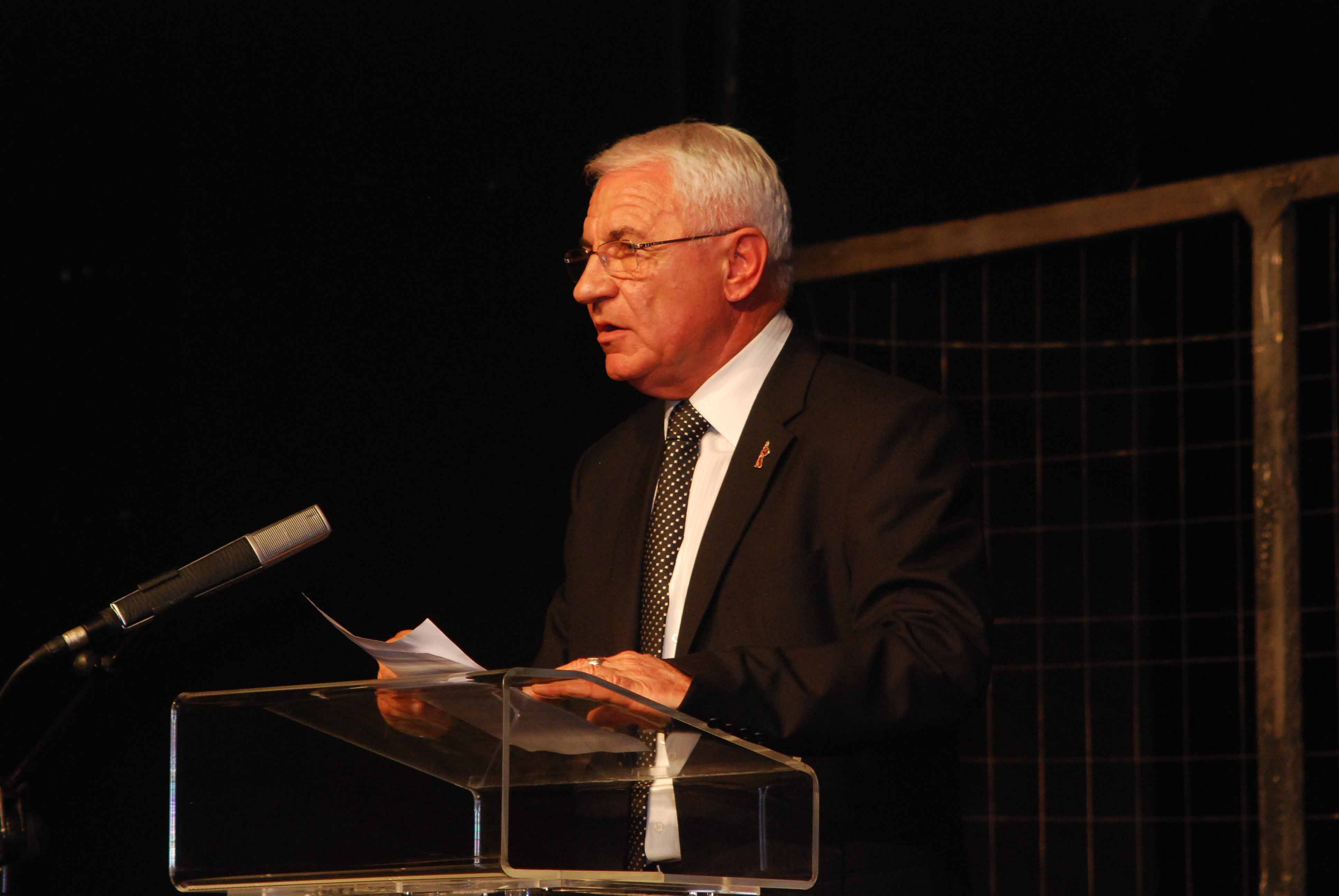
Veroljub Stevanović

La liste Preokret, en français « bouleversement » ou « renversement », constituée autour de Čedomir Jovanović, est formée du Parti libéral-démocrate, du Mouvement serbe du renouveau de Vuk Drašković, de l'Union sociale démocrate de Žarko Korać, du parti Serbie riche, du Parti de Voïvodine, du Parti démocratique bosniaque du Sandžak, du Parti écologique vert et du Parti des Bulgares de Serbie. Il est également appuyé par l'Association des syndicats libres et indépendants,.

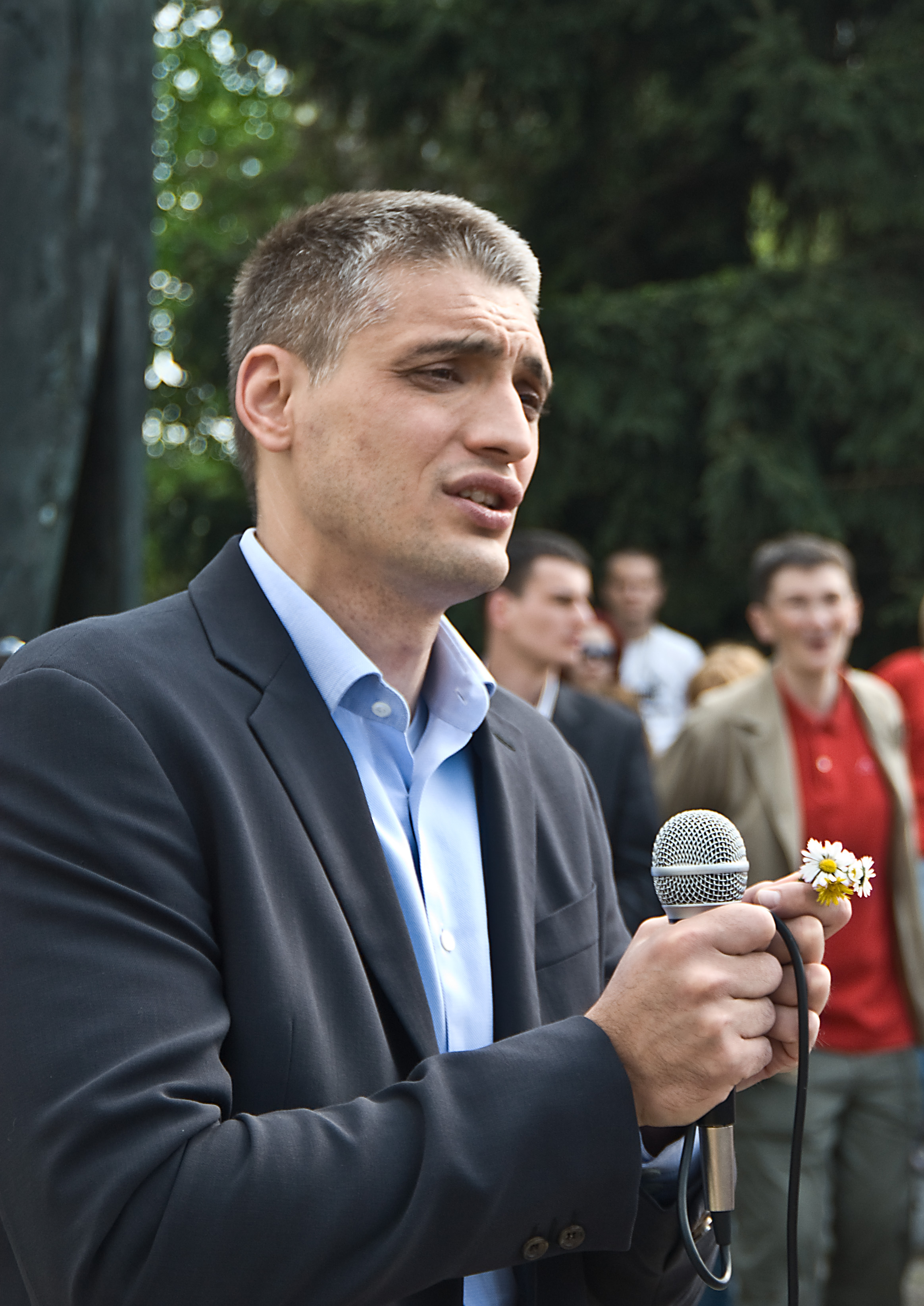
Čedomir Jovanović
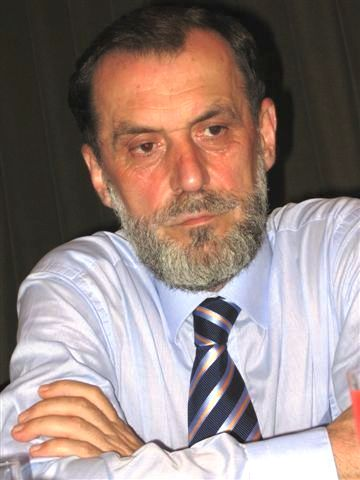
Vuk Drašković

La liste Donnons de l'élan à la Serbie est réunie autour de Tomislav Nikolić, président du Parti progressiste serbe (SNS) créé en 2008 à la suite d'une scission du Parti radical serbe. Elle est constituée par le parti Nouvelle Serbie de Velimir Ilić, par l'Association des petites et moyennes entreprises et des entrepreneurs de Serbie, par la Coalition des associations de réfugiés de la république de Serbie, par le Mouvement des socialistes, par le Mouvement Force de la Serbie. Font également partie de la coalition le Parti national bosniaque, le Parti démocratique des Macédoniens le Parti rom, le Parti valaque de l'unité et le Mouvement pour le renouveau économique de la Serbie.
Le Parti démocrate de Serbie de Vojislav Koštunica se présente seul à l'élection présidentielle,.
Le Parti socialiste de Serbie (SPS), héritier de Slobodan Milošević (1941-2006) et actuellement dirigé par Ivica Dačić, réunit autour de lui une coalition à laquelle appartiennent le Parti des retraités unis de Serbie de Jovan Krkobabić (PUPS) et le parti Serbie unie (JC) de Dragan Marković. Cette coalition politique a déjà participé à l'élection présidentielle de 2008. Le chef de la liste, Ivica Dačić, est premier vice-Premier ministre et le ministre de l'intérieur dans le gouvernement de la Serbie.

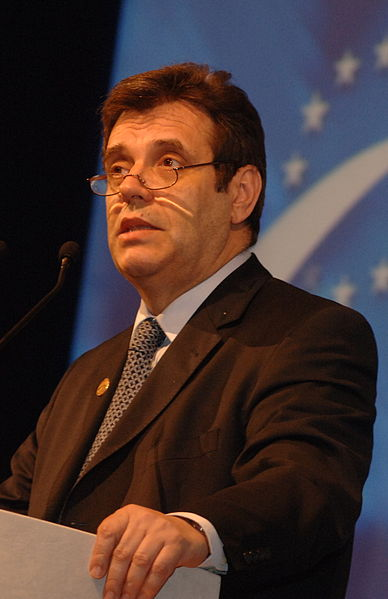
Vojislav Koštunica
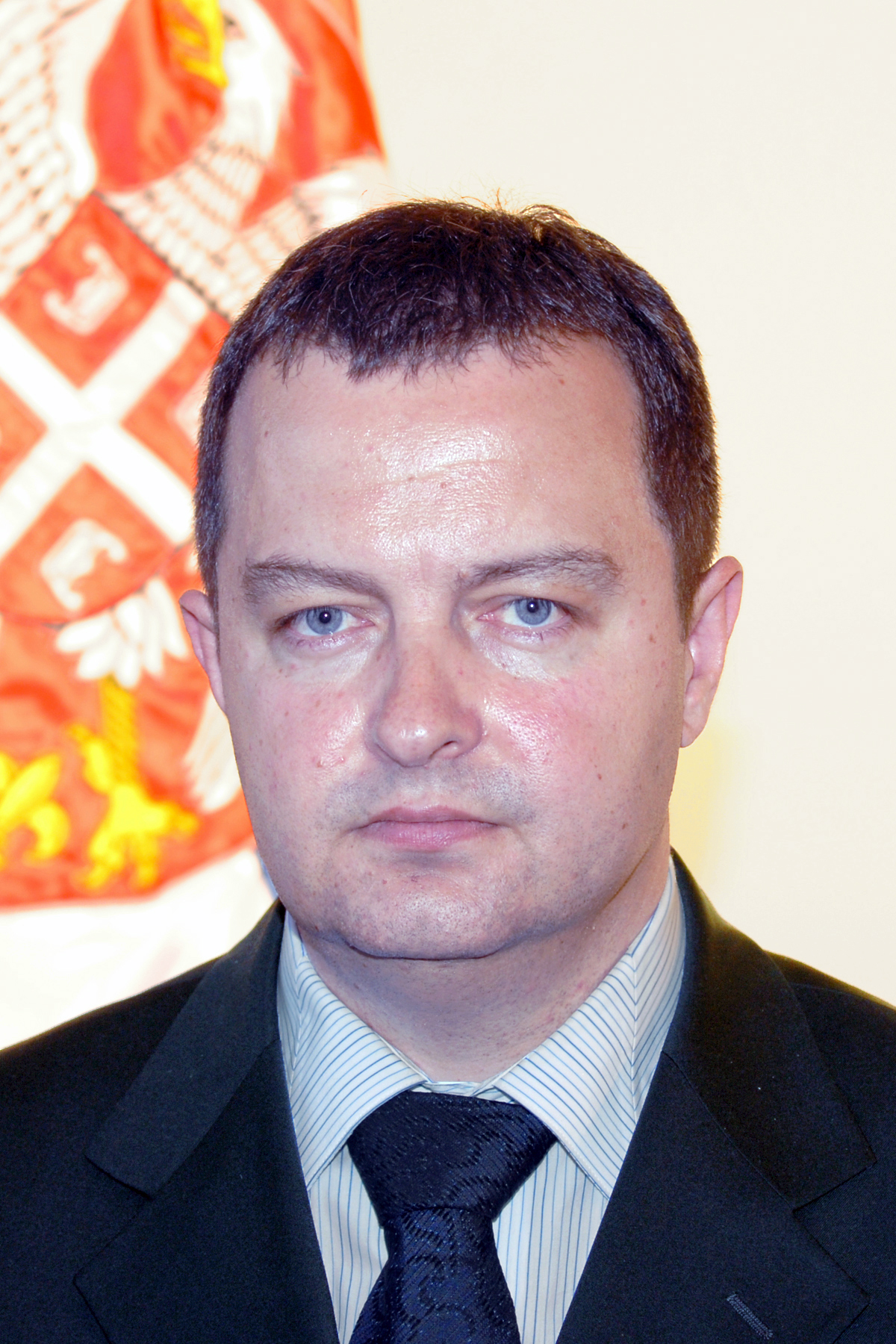
Ivica Dačić

La liste Dveri za život Srbije est une coalition dont la liste est affiliée au mouvement Dveri. Il se présente pour la première fois aux élections législatives ; il est dirigé par Branimir Nešić, ancien professeur de langue et de littérature serbes.
Le Parti réformiste est un parti local de la région de Niš ; la liste est dirigée par Milan Višnjić, le fils d'Aleksandar Višnjić, le président du parti.
Le Parti communiste a été fondé à Belgrade en 2010 ; il est dirigé par Josip Joška Broz, le petit-fils de Josip Broz Tito ; il a présenté 60 candidats.
Plusieurs listes représentant les minorités ethniques de la république de Serbie sont présentes aux élections législatives. L'Alliance des Magyars de Voïvodine d'István Pásztor est présidée par son fils Bálint Pásztor ; elle représente la minorité hongroise du pays. La liste du Parti d'action démocratique du Sandžak de Sulejman Ugljanin, qui représente les Bosniaques de la région du Sandžak, au sud-ouest du pays, est dirigée par Ifeta Radončić et est constituée de 30 candidats. La Coalition albanaise de la vallée de Preševo, dirigée par Riza Halimi, a présenté 11 candidats. Le Parti monténégrin de Nenad Stevović a présenté 52 candidats et le parti Aucune des réponses proposées (NOPO), dirigé par Nikola Tulimirović, qui représente la minorité valaque de Serbie, 93 candidats.

### Sondages
|  |

| Source                         | Date                              | DS   | SNS  | SRS | DSS | SPS  | LDP | URS | Autres                    | Marge d'erreur |
| IRI                            | 8-9 avril 2012                    | 24,0 | 27,0 | 5,0 | 8,0 | 12,0 | 8,0 | 8,0 | 8,0                       |                |
| Faktor Plus                    | 2-8 avril 2012                    | 29,4 | 33,4 | 5,7 | 5,5 | 11,6 | 6,3 | 3,5 |                           | +/-3           |
| eizbori.com                    | 2-5 avril 2012                    | 27,1 | 27,1 | 7,9 | 6,6 | 13,3 | 7,9 | 6,1 | 3,9                       |                |
| Faktor Plus                    | 18-25 mars 2012                   | 29,1 | 33,2 | 5,8 | 5,8 | 11,1 | 6,4 | 3,8 |                           | +/-3           |
| Partner konsalting             | mars 2012                         | 25,8 | 33   | 5,3 | 4,4 | 10,1 | 5,8 | 2,1 | 3,2 PUPS 1.6 LSV 1.1 SDPS |                |
| Partner konsalting             | 711 mars 2012                     | 31,7 | 35,5 | 5,3 | 5,0 | 12,6 |     | 1,9 |                           |                |
| Faktor Plus                    | 5-15 février 2012                 | 28,2 | 30,6 | 7,0 | 5,6 | 7,1  | 6,0 | 3,0 | 7,2                       |                |
| NSPM                           | 25 décembre 2011 - 5 janvier 2012 | 25,0 | 28,9 | 6,5 | 7,5 | 11,2 | 6,3 | 4,0 | 12,3                      |                |
| Factor Plus                    | 18-27 décembre 2011               | 26,7 | 32,8 | 7,1 | 5,4 | 7,1  | 5,8 | 3,2 | 11,9                      |                |
| NSPM                           | 11 novembre 2011                  | 27   | 28,5 | 7,1 | 7,1 | 8,3  | 6,6 | 3,2 | 12,3                      |                |
| VIP                            | 18 octobre 2011                   | 25   | 36   | 8   | 5   | 7    | 5   |     |                           |                |
| Strategic Marketing            | 8 juillet 2011                    | 29   | 33   | 8   | 6   | 4    | 4   | 4   |                           |                |
| IFIMES International Institute | 1er-25 juin 2011                  | 23,3 | 42,9 | 6,9 | 7,8 | 5,4  | 7,1 | 1,8 | 4,8                       | +/-3           |
| Factor Plus                    | 12 avril 2011                     | 28,2 | 37,3 |     |     |      |     |     |                           |                |
| VIP                            | 6 avril 2011                      | 24,3 | 41,7 | 7,5 | 7,1 | 5,5  | 8,6 | 1,4 |                           |                |
| IFIMES International Institute | 1er-25 mars 2011                  | 24,3 | 41,8 | 7,7 | 7,1 | 5,5  | 8,3 | 1,4 | 3,9                       | +/-3           |
| TNS Medium                     | 10 février 2010                   | 30,6 | 29,9 | 8,3 | 6,2 | 6,7  | 4,3 | 3,0 | 11,0                      |                |
| Strategic Marketing            | 12 septembre 2009                 | 35,1 | 31   | 9,7 | 6,7 | 4,4  | 4,7 |     |                           |                |
| Strategic Marketing            | 4 septembre 2009                  | 35   | 31   | 10  | 7   | 4    | 5   | 0,5 | 7,5                       |                |
| Strategic Marketing            | 6 novembre 2008                   | 40   | 20   | 10  | 10  |      | 6   |     |                           |                |
| Strategic Marketing            | octobre 2008                      | 28,9 | 21   | 7,2 |     |      |     |     |                           |                |

## Résultats

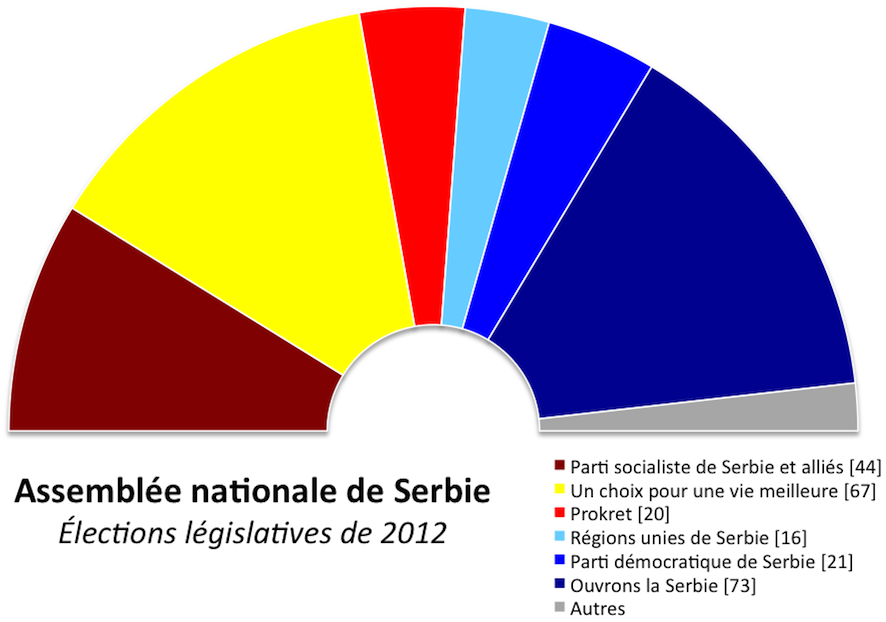
Composition politique de la nouvelle Assemblée.

| Partis & coalitions                                     | Partis & coalitions | Voix      | %      | Sièges | +/- |
| ------------------------------------------------------- | --- | --------- | ------ | ------ | --- |
|                                                         | Donnons de l'élan à la Serbie – Tomislav Nikolić (Pokrenimo Srbiju - Tomislav Nikolić) | 940 659   | 24,04  | 73     | +64 |
|                                                         | Un choix pour une vie meilleure – Boris Tadić (Izbor za bolji život - Boris Tadić) | 863 294   | 22,06  | 67     | -7  |
|                                                         | Ivica Dačić - Parti socialiste de Serbie (SPS) - Parti des retraités unis de Serbie (PUPS), Serbie unie (JS) (Ivica Dačic - Socijalističja partija Srbije (SPS) - Partija ujedinjenih penziorara Srbije (PUPS), Jedinstvena Srbija (JS) | 567 689   | 14,51  | 44     | +24 |
|                                                         | Parti démocratique de Serbie - Vojislav Koštunica (Demokratska stranka Srbije - Vojislav Koštunica) | 273 532   | 6,99   | 21     | =   |
|                                                         | Čedomir Jovanović - Preokret (Čedomir Jovanović - Preokret) | 255 546   | 6,53   | 19     | +2  |
|                                                         | Régions unies de Serbie - Mlađan Dinkić (Ujedinjeni regioni Srbije - Mladan Dinkić) | 215 666   | 5,51   | 16     | -8  |
|                                                         | Alliance des Magyars de Voïvodine - István Pásztor (en hongrois : Vajdasági Magyar Szövetség, en serbe : Savez vojvođanskih Mađara) | 68 323    | 1,75   | 5      | +1  |
|                                                         | Parti d'action démocratique du Sandžak - Sulejman Ugljanin (Stranka Demokratske Akcije Sandžaka dr Sulejman Ugljanin) | 27 708    | 0,71   | 2      | =   |
|                                                         | Tous ensemble - Emir Elfić (Sve zajedno : BDZ, GSM, Dž, DZVM, Slovačka stranka - Emir Elfić) | 24 993    | 0,64   | 1      | +1  |
|                                                         | Aucune des réponses proposées (NOPO) (Nijedan od ponuđenih odgovora) | 22 905    | 0,59   | 1      | +1  |
|                                                         | Coalition albanaise de la vallée de Preševo (en serbe : Koalicija Albanaca Preševske doline ; en albanais : Koalicioni i Shqiptarëve të Luginës së Preshevës)                                                                           | 13 384    | 0,34   | 1      | =   |
| Moins de 5% ou non représentant d'une minorité ethnique | |           |        |        |     |
|                                                         | Parti radical serbe - Vojislav Šešelj (Srpska radikalna stranka - Dr Vojislav Šešelj) | 180 558   | 4,61   | 0      | -78 |
|                                                         | Dveri za život Srbije | 169 590   | 4,33   | 0      | =   |
|                                                         | Mouvement des travailleurs et des paysans - Zoran Dragišić (Pokret radnika i seljaka) | 57 199    | 1,46   | 0      | =   |
|                                                         | Parti communiste - Josip Broz (Komunistička partija - Josip Broz) | 28 977    | 0,74   | 0      | =   |
|                                                         | Alliance sociale-démocrate - Nebojša Leković (Socijaldemokratski savez - Nebojša Leković) | 16 572    | 0,42   | 0      | =   |
|                                                         | Parti réformiste - Milan Višnjić (Reformistička stranka - Prof. dr Milan Višnjić) | 8 867     | 0,23   | 0      | =   |
|                                                         | Parti monténégrin - Nenad Stevović (Crnogorska partija - Nenad Stevović) | 3 855     | 0,10   | 0      | =   |
| Total                                                   | Total |           |        | 250    | =   |
| Inscrits                                                | Inscrits | 6 770 013 |        |        |     |
| Votants (57,77 %)                                       | Votants (57,77 %) | 3 912 904 | 100,00 |        |     |
| Votes invalides                                         | Votes invalides | 170 995   | 4,37   |        |     |
| Source :                                                | |           |        |        |     |